# Kaceanivka, Pidvolociîsk
Kaceanivka (în ucraineană Качанівка) este o comună în raionul Pidvolociîsk, regiunea Ternopil, Ucraina, formată numai din satul de reședință.

## Demografie
Componența lingvistică a comunei Kaceanivka
     Ucraineană (99,69%)
     Alte limbi (0,23%)
Conform recensământului din 2001, majoritatea populației comunei Kaceanivka era vorbitoare de ucraineană (99,69%), existând în minoritate și vorbitori de alte limbi.